# Pieninki

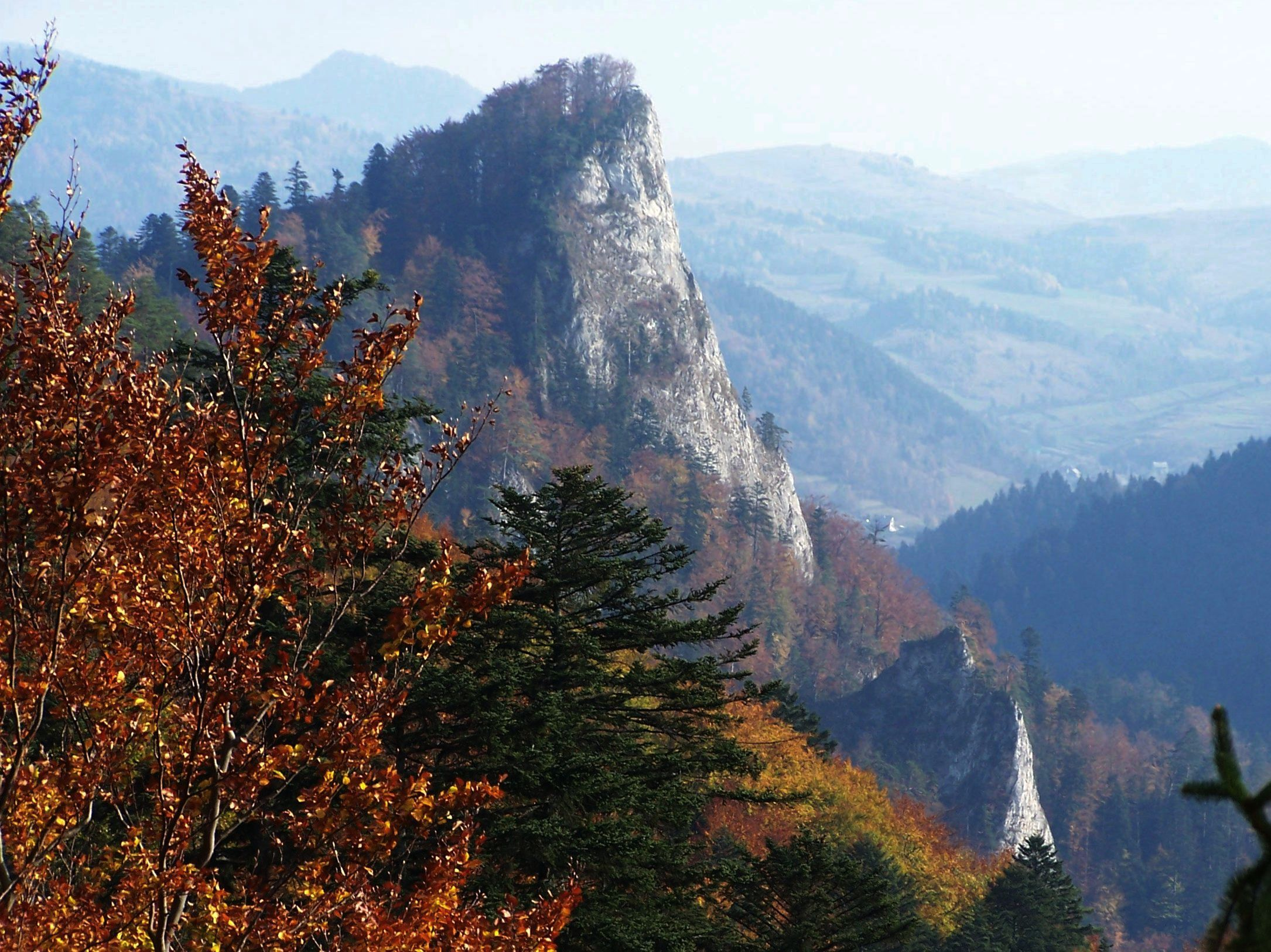
Blick auf den Berg Sokolica von der Sokola Perć

Die Pieninki sind ein Gebirge im Gebirgszug der Mittleren Pieninen in der polnischen Woiwodschaft Kleinpolen im Kreis Powiat Tatrzański und der Gemeinde Krościenko nad Dunajcem.

## Lage
Das Gebirge liegt innerhalb der Mittleren Pieninen östlich des Massiv Trzy Korony (Grenze ist der Gebirgsbach Pieniński Potok), nördlich der Zipser Magura (Grenze ist der Dunajec-Durchbruch), südlich der Gorce (Grenze ist das Tal der Krośnica) und westlich der Kleinen Pieninen (Grenze sind der Dunajec-Durchbruch), im Gebirgszug der Pieninen. Es hat den Charakter eines Mittelgebirges. Die höchste Erhebung stellt mit 774 m n.p.m. der Czerteż dar.

## Geologie
Die Pieninki bestehen zu einem großen Teil aus Kalkgestein aus dem Jura. Zerklüftete Kalkfelsen findet man im ganzen Gebirgszug. Der Dunajec bildete zwei Durchbrüche durch die Mittleren Pieniny. Der zweite Durchbruch bildet den Süd- und Ostrand der Pieninki.

## Natur
Das Gebirge hat eine reiche Flora und Fauna. Es liegt vollständig im polnischen Pieninen-Nationalpark. Die Hänge sind mit Mischwald dicht bewaldet. Über den Wald erheben sich hohe Kalkfelsen. Von den Felsen ergeben sich weite Rundblicke auf die umliegenden Gebirge, u. a. die Tatra, Gorce, Inselbeskiden und Sandezer Beskiden sowie das Massiv der Babia Góra in den Saybuscher Beskiden. Die Aussicht von der Sokolica gilt als eine der schönsten in den ganzen Karpaten.

## Tourismus
Die Täler um die Pieninki sind dicht besiedelt und für den Tourismus erschlossen. In den Pieninki gibt es drei markierte Wanderwege:
- ▬ der blau markierte Kammweg von Czorsztyn über die Czorsztyner Pieninen und das Drei-Kronen-Massiv auf die Gipfel Sokolica, Czertezik, Czerteż und Bajków Groń hinab zum Fluss Dunajec zur Überfahrt Nowy Przewóz nach Szczawnica, wo der Pieninenweg im Dunajec-Durchbruch beginnt. Der Abschnitt um die Sokolica wird in Anlehnung an die Orla Perć (zu deutsch: Adlerpfad) in der Hohen Tatra als Sokola Perć (zu deutsch: Falkenpfad) bezeichnet.
- ▬ ein grün markierter Wanderweg von Krościenko nad Dunajcem auf den Bergpass Przełęcz pod Czertezikiem.
- ▬ ein grün markierter Wanderweg von Krościenko nad Dunajcem über den Bergpass Przełęcz Sosnów auf die Sokolica.

## Panorama

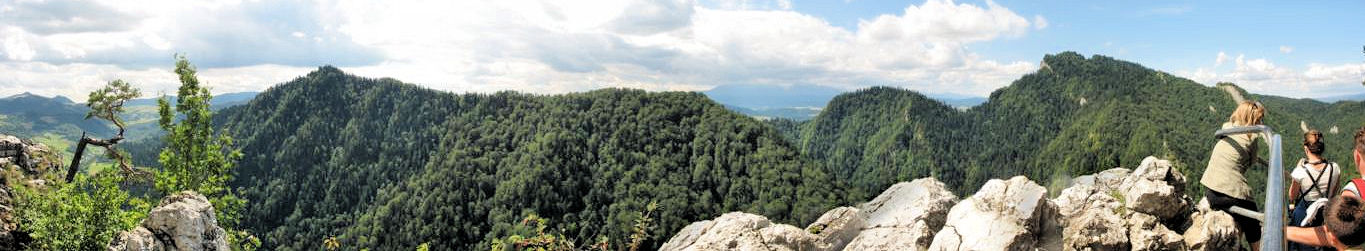
Blick vom Berg Sokolica auf die Pieninki